# Chad Gable
Pour les articles homonymes, voir Betts.
Charles Betts (né le 8 mars 1986 à Minneapolis, Minnesota) est un lutteur et catcheur (lutteur professionnel) américain. Il travaille actuellement à la World Wrestling Entertainment, dans la division Raw, sous les noms de Chad Gable et El Grande Americano.

Il a remporté une fois les titres par équipe de NXT, les titres par équipe de SmackDown avec Jason Jordan et deux fois les titres par équipe de Raw (une fois avec Bobby Roode et une fois avec Otis).

## Jeunesse et carrière de lutteur
Betts pratique la lutte au lycée de St. Michael–Albertville à St. Michael et remporte le championnat de l'état du Minnesota en individuel et en équipe.

## Carrière de catcheur

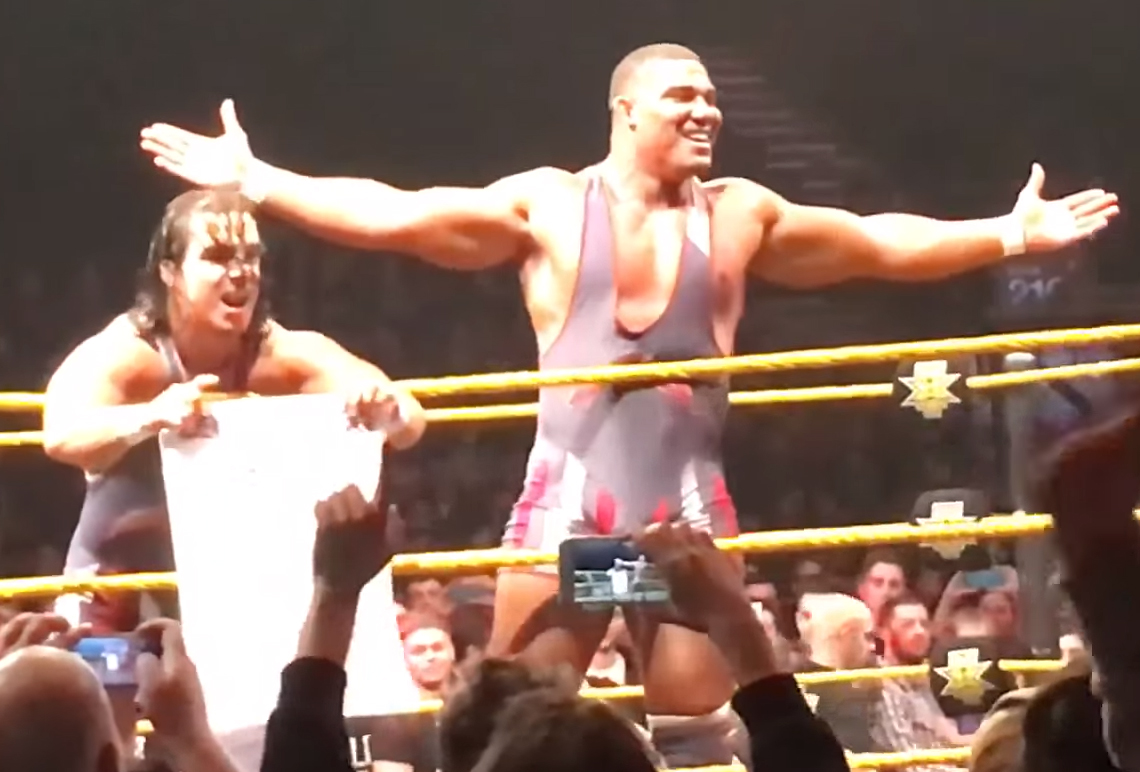
Chad Gable (gauche) & Jason Jordan (droite) - American Alpha.

### World Wrestling Entertainment (2013-...)

#### Passage à la NXT (2013-2016)
En novembre 2013, Betts annonce qu'il signe un contrat avec la World Wrestling Entertainment. Il dispute son premier match le 5 septembre 2014 au cours d'un spectacle non télévisé où il bat Troy McClain et sa gimmick est assez proche de celui de Kurt Angle en portant une tenue aux couleurs du drapeau des États-Unis et en utilisant des prises de lutte.
Il dispute son premier match télévisé le 8 janvier 2015 où il perd face à Tyler Breeze. Il fait équipe avec Jason Jordan pour le Dusty Rhodes Tag Team Classic (en) et passent le premier tour face à Neville et Solomon Crowe le 13 août puis les quarts de finale face à Mojo Rawley et Zack Ryder le 26 septembre durant un spectacle non télévisé,,.

#### Draft àSmackDown Live, champion par équipe deSmackDownet alliance avec Shelton Benjamin (2016-2018)
Le 19 juillet à SmackDown Live, Jason Jordan et lui sont officiellement transférés au show bleu. Le 21 août lors du pré-show à SummerSlam, les Usos, les Hype Bros (Mojo Rawley et Zack Ryder) et eux battent l'Ascension (Konnor et Viktor), les Vaudevillains (Aiden English et Simon Gotch) et Breezango (Fandango et Tyler Breeze) dans un 12-Man Tag Team match. Deux soirs plus tard à SmackDown Live, ils effectuent leur premier match en battant Breezango (Fandango et Tyler Breeze) en quart de finale du tournoi, désignant les premiers champions par équipe de SmackDown. Le 6 septembre à SmackDown Live, ils battent les Usos en demi-finale du même tournoi. Mais après le combat, leurs adversaires effectuent un Heel Turn en les attaquant et en le blessant au genou. Blessé au genou, il doit s'absenter pendant deux à quatre semaines. Son partenaire et lui sont donc contraints de déclarer forfait pour Backlash, où ils seront remplacés par les jumeaux. Le 20 septembre à SmackDown Live, il effectue son retour de blessure aux côtés de son équipier, mais les deux hommes perdent face aux Samoans et ne deviennent pas aspirants n°1 aux titres par équipe de SmackDown à No Mercy.
Le 9 octobre lors du pré-show à No Mercy, les Hype Bros et eux battent l'Ascension et les Vaudevillains dans un 8-Man Tag Team match. Le 20 novembre aux Survivor Series, l'équipe SmackDown (les Usos, Breezango, Heath Slater, Rhyno, les Hype Bros et eux) perd face à celle de Raw (le New Day, Enzo Amore, Big Cass, The Bar, les Good Brothers et les Shining Stars) dans un 10-on-10 Traditional Survivor Series Man's Elimination Tag Team match. Le 27 décembre à SmackDown Live, ils deviennent les nouveaux champions par équipe de 'SmackDown en battant la Wyatt Family (Bray Wyatt et Randy Orton), Heath Slater, Rhyno et les Usos dans un Fatal 4-Way Tag Team match, remportant les titres pour la première fois de leurs carrières.
Le 12 février 2017 à Elimination Chamber, ils conservent leurs titres en battant les Usos et l'Ascension dans un Tag Team Turmoil match. Le 21 mars à SmackDown Live, ils perdent face aux jumeaux Samoans, ne conservant pas leurs titres et mettant fin à un règne de 84 jours.
Le 17 juillet à Raw, son désormais ex-partenaire rejoint officiellement le show rouge, Kurt Angle présentant ce dernier comme étant son fils, ce qui entraîne la séparation du duo. Le 29 août à SmackDown Live, Shelton Benjamin et lui s'allient officiellement, et ensemble, ils battent l'Ascension.
Le 8 octobre lors du pré-show à Hell in a Cell, ils battent les Hype Bros. Le 17 décembre à Clash of Champions, ils ne remportent pas les titres par équipe de SmackDown, battus par les Usos dans un Fatal 4-Way Tag Team match, qui inclut également le New Day, Rusev et Aiden English.
Le 9 janvier 2018 à SmackDown Live, ils effectuent un Heel Turn, frustrés par leur défaite de la semaine passée. En effet, ils avaient gagné le match et les titres, mais l'arbitre a décidé de relancer la rencontre, étant donné que le tombé n'a pas été effectué sur le bon Uso. Le 28 janvier au Royal Rumble, ils ne remportent pas, une nouvelle fois, les titres par équipe de SmackDown, battus par leurs mêmes adversaires dans un 2 Out of 3 Falls match. Le 11 mars lors du pré-show à Fastlane, Mojo Rawley et eux perdent face à Breezango et Tye Dillinger dans un 6-Man Tag Team match.
Le 8 avril lors du pré-show à WrestleMania 34, il ne remporte pas la André the Giant Memorial Battle Royal, gagnée par Matt Hardy.

#### Draft àRaw, alliance avec Bobby Roode et champion par équipe deRaw(2018-2019)
Le 16 avril à Raw, lors du Superstar Shake-Up, il rejoint officiellement le show rouge. Le 27 avril au Greatest Royal Rumble, il entre en 27e position, mais se fait éliminer par Apollo Crews.
Le 3 septembre à Raw, Bobby Roode et lui s'allient officiellement, et ensemble, ils battent l'Ascension.
Le 18 novembre aux Survivor Series, l'équipe Raw (les Revival, la B-Team, Lucha House Party, l'Ascension et eux) perd face à celle de SmackDown (les Usos, le New Day, les Good Brothers, SAnitY et les Colóns) dans un 10-on-10 Tradtional Survivor Series Man's Elimination Tag Team match. Le 10 décembre à Raw, ils deviennent les nouveaux champions par équipe de Raw en battant Drake Maverick et les AOP dans un 2-on-3 Handicap Match, remportant les titres pour la première fois de leurs carrières.
Le 27 janvier 2019 lors du pré-show au Royal Rumble, ils battent Rezar et Scott Dawson. Le 11 février à Raw, ils perdent face aux Revival, ne conservant pas leurs titres. Le 4 mars à Raw, ils effectuent un Heel Turn en attaquant les Revival, Ricochet et Aleister Black, faisant gagner la première équipe par disqualification face à la seconde. Le 10 mars à Fastlane, ils ne remportent pas les titres par équipe de Raw, battus par les Revival dans un Triple Threat Tag Team match, qui inclut également Ricochet et Aleister Black.
Le 7 avril lors du pré-show à WrestleMania 35, ils perdent la bataille royale en mémoire d'André le Géant, gagnée par Braun Strowman.

#### Débuts à205 Liveet finaliste duKing of the Ring's Tournament(2019)
Le 11 juin à 205 Live, il y fait ses débuts, effectuent également un Face Turn, en battant Gentleman Jack Gallagher.
Le 16 septembre à Raw, il ne devient pas King of the Ring, battu par Baron Corbin en finale du tournoi.

#### Draft àSmackDown, Shorty G (2019-2020)
Le 6 octobre à Hell in a Cell, il bat King Corbin. Le 11 octobre à SmackDown, il est annoncé être transféré au show bleu par Stephanie McMahon. Le 31 octobre à Crown Jewel, l'équipe Hogan (Roman Reigns, Ali, Rusev, Ricochet et lui) bat celle de Flair (Randy Orton, King Corbin, Bobby Lashley, Shinsuke Nakamura et Drew McIntyre) dans un 10-Man Tag Team Match. Le 24 novembre aux Survivor Series, l'équipe SmackDown (Roman Reigns, Braun Strowman, King Corbin, Mustafa Ali et lui) remporte le 5-on-5 Traditional Survivor Series Man's Elimination Triple Threat Match en battant celles de Raw (Seth Rollins, Kevin Owens, Ricochet, Randy Orton et Drew McIntyre) et NXT (Damien Priest, Matt Riddle, Tommaso Ciampa, Keith Lee et Walter).
Le 26 janvier 2020 lors du pré-show au Royal Rumble, il perd face à Sheamus.
Le 23 octobre à SmackDown, il perd face à Lars Sullivan. Après le match, il annonce sa démission et récupère son ancien nom : Chad Gable. Le 22 novembre lors du pré-show aux Survivor Series, il ne remporte pas la Dual Brant Battle Royal, battu par le Miz.

#### Alpha Academy, Draft àRawet double champion par équipes deRaw(2020-2024)
Le 13 novembre à SmackDown, il crée l'Alpha Academy, recrute Otis dans ses rangs et forme ainsi une alliance avec ce dernier. Le 20 décembre lors du pré-show à TLC, Big E, Daniel Bryan et les deux catcheurs battent Sami Zayn, King Corbin, Cesaro et Shinsuke Nakamura dans un 8-Man Tag Team match.
Le 19 février 2021 à SmackDown, ils perdent face à Los Mysterios (Dominik Mysterio et Rey Mysterio) par disqualification et effectuent un Heel Turn.
Le 5 octobre, ils sont annoncés être officiellement transférés à Raw. Le 21 novembre aux Survivor Series, ils ne remportent pas la Dual Brand Battle Royal, gagnée par Omos.
Le 10 janvier 2022 à Raw, ils deviennent les nouveaux champions par équipes de Raw en battant RK-Bro (Randy Orton et Riddle). Le 29 janvier au Royal Rumble, ils entrent dans le Men's Royal Rumble match en 13e et 25e positions. Le premier élimine Omos (avec l'aide d'AJ Styles, Austin Theory, de Dominik Mysterio, Ricochet et Ridge Holland) avant d'être lui-même éliminé par Rick Boogs. Le second élimine Rey Mysterio avant d'être lui-même éliminé par les anciens champions par équipes. Le 7 mars à Raw, il ne conservent pas leurs ceintures, battus par leurs mêmes adversaires dans un Triple Threat match qui inclut également Kevin Owens et Seth "Freakin" Rollins, ce qui met fin à un règne de 56 jours.
Le 3 avril à WrestleMania 38, ils ne remportent pas les ceintures, rebattus par leurs mêmes adversaires dans la même stipulation qui inclut également les Street Profits.
Le 3 septembre lors du pré-show à Clash at the Castle, Austin Theory et eux perdent face à Madcap Moss et aux Street Profits dans un 6-Man Tag Team match.
Le 28 janvier 2023 au Royal Rumble, ils entrent dans le Men's Royal Rumble match en 8e et 16e positions. Le premier se fait éliminer par Brock Lesnar et le second par Drew McIntyre et Sheamus.
Le 1er avril à WrestleMania 39, ils perdent face aux Street Profits dans un Men's WrestleMania Showcase Fatal 4-Way Tag Team match qui inclut également Braun Strowman, Ricochet et les Viking Raiders.
Le 15 avril 2024 à Raw, il ne remporte pas le titre Intercontinental, battu par Sami Zayn. Après le combat, malgré une célébration émouvante, il effectue un Heel Turn en attaquant son adversaire par derrière et lui portant un Ankle Lock. Le 15 juin à Clash at the Castle, il ne remporte pas la ceinture, rebattu par son même adversaire. 2 soirs plus tard à Raw, ses anciens élèves lui tournent le dos, car ils ne supportent plus son attitude à leurs égards et l'excluent du clan.

#### American Made (2024-...)
Le 6 juillet à Money in the Bank, il participe à son premier Men's Money in the Bank Ladder match, mais ne remporte pas la mallette, gagnée par Drew McIntyre. 9 soirs plus tard à Raw, il recrute les Creed Brothers et Ivy Nile dans ses rangs et créé le clan American Made.

## Palmarès

### Catch
- World Wrestling Entertainment
  - 2 fois champion par équipes de Raw - avec Bobby Roode (1) et Otis (1)
  - 1 fois champion par équipes de SmackDown - avec Jason Jordan
  - 1 fois champion par équipes de NXT - avec Jason Jordan
  - 1 fois Speed champion

### Lutte
- Lycée
  - Minnesota State Wrestling Champion (2004)
- International Medals
  - World University Games silver medal (2006)
  - Pan-American Championships Gold medal (2012)
  - Gedza International silver medal (2012)
  - Pan-American Olympic Qualifier silver medal (2012)
  - Granma Cup Bronze medal (2012)
  - Dave Schultz Memorial International Gold medal (2012)

## Récompenses des magazines
- Pro Wrestling Illustrated

| Année | 2016 | 2017 | 2018 | 2019 | 2020 | 2021 | 2022 | 2023 | 2024 |
| ----- | ---- | ---- | ---- | ---- | ---- | ---- | ---- | ---- | ---- |
| Rang  | 123  | 104  | 93   | 83   | 123  | 294  | 241  | 338  | 89   |

- Wrestling Observer Newsletter
  - Rookie de l'année 2015[64]
  - 6e équipe de l'année 2015[65]
  - 8e catcheur ayant le plus progressé de l'année 2015[66]